# Santerjhora
Santerjhora – gaun wikas samiti we wschodniej części Nepalu w strefie Kośi w dystrykcie Sunsari. Według nepalskiego spisu powszechnego z 2001 roku liczył on 1658 gospodarstw domowych i 9351 mieszkańców (4582 kobiet i 4769 mężczyzn).